# Подглавиця (Рогозниця)
Подглавиця (хорв. Podglavica) — населений пункт у Хорватії, у Шибеницько-Книнській жупанії у складі громади Рогозниця.

## Населення
Населення за даними перепису 2011 року становило 242 осіб.
Динаміка чисельності населення поселення:

## Клімат
Середня річна температура становить 15,02 °C, середня максимальна – 27,98 °C, а середня мінімальна – 2,49 °C. Середня річна кількість опадів – 700 мм.
| Клімат поселення                              | Клімат поселення | Клімат поселення | Клімат поселення | Клімат поселення | Клімат поселення | Клімат поселення | Клімат поселення | Клімат поселення | Клімат поселення | Клімат поселення | Клімат поселення | Клімат поселення | Клімат поселення |
| Показник                                      | Січ.             | Лют.             | Бер.             | Квіт.            | Трав.            | Черв.            | Лип.             | Серп.            | Вер.             | Жовт.            | Лист.            | Груд.            |                  |
| Середній максимум, °C                         | 10,93            | 11,23            | 13,65            | 17,07            | 22,15            | 26,03            | 27,98            | 27,71            | 23,48            | 19,26            | 14,18            | 11,16            |                  |
| Середня температура, °C                       | 6,71             | 7,00             | 9,44             | 12,85            | 17,92            | 21,81            | 24,77            | 24,50            | 20,28            | 16,06            | 10,98            | 7,96             |                  |
| Середній мінімум, °C                          | 2,49             | 2,78             | 5,21             | 8,65             | 13,72            | 17,60            | 21,55            | 21,28            | 17,05            | 12,84            | 7,76             | 4,74             |                  |
| Норма опадів, мм                              | 64               | 55               | 60               | 60               | 46               | 45               | 25               | 40               | 67               | 75               | 88               | 75               |                  |
| Середньомісячна швидкість вітру, м/с          | 3.29             | 3.43             | 3.51             | 3.32             | 2.92             | 2.64             | 2.68             | 2.55             | 2.86             | 3.04             | 3.66             | 3.58             |                  |
| Середньомісячна сонячна радіація, кДж/м²·день | 5513             | 8257             | 12017            | 16720            | 20827            | 23368            | 24932            | 21778            | 16192            | 10508            | 5963             | 4656             |                  |
| --------------------------------------------- | ---------------- | ---------------- | ---------------- | ---------------- | ---------------- | ---------------- | ---------------- | ---------------- | ---------------- | ---------------- | ---------------- | ---------------- | ---------------- |
| Джерело:                                      |                  |                  |                  |                  |                  |                  |                  |                  |                  |                  |                  |                  |                  |